# تشارلي واترس
تشارلي واترس (بالإنجليزية: Charlie Waters)‏ هو لاعب كرة قدم أمريكية أمريكي، ولد في 10 سبتمبر 1948 في ميامي في الولايات المتحدة.

## وصلات خارجية
- تشارلي واترس على موقع مرجع كرة القدم المحترفة.كوم (الإنجليزية)
- تشارلي واترس على موقع كلية كرة القدم في سبورتس رفرنس.كوم (الإنجليزية)
- تشارلي واترس على موقع IMDb (الإنجليزية)
- تشارلي واترس على موقع كينوبويسك (الروسية)